# Полевое (Курганская область)
Полевое *(до 1964 — Шмаково) — село в Белозерском районе Курганской области. Входит в состав Нижнетобольного сельсовета.

## География
Расположено на берегах реки Мендери, в 12 км к западу от райцентра с. Белозерское и в 40 км (57 км по автодороге) к северу от г. Кургана.

### Часовой пояс
Полевое, как и вся Курганская область, находится в часовой зоне МСК+2. Смещение применяемого времени относительно UTC составляет +5:00.

## История
В Переписи Василия Турского 1710 года указана деревня Шмакова в которой было 3 двора: Савелья Шмакова, Степана Гороцкого и Афанасия Гороцкого. Это — будущая д. Большая Шмакова (ныне Мендерское), а д. Малая Шмакова будет образована позже, переселенцами из Б. Шмаковой.
В Ведомости Ялуторовского дистрикта Белозерской слободы от 25 января 1749 года указана деревня Шмакова, расположенная от слободы на расстоянии 10 вёрст (в той же ведомости есть и другая деревня Шмакова, расположенная от слободы на расстоянии 16 вёрст — ныне Мендерское). В деревне 7 дворов, в которых крестьян, мужчин в возрасте от 18 до 50 лет — 14 человек, у них огнестрельного оружия было 6 винтовок (у Лаврентья Меншикова, у Василия Нецветова, у Алексея Шмакова (2 винтовки) и Стафея Шмакова (2 винтовки)).
Во время IV (апрель 1782 года) и V ревизий (июнь 1795 года) деревня называлась Малой Шмаковой, а во время VII ревизии (июнь 1816 года) — Шмаковой. Деревня входила в Мендерскую волость Курганского округа Тобольской губернии, со 2 июня 1898 года — Курганского уезда Тобольской губернии.
В июне 1918 года установлена белогвардейская власть.
Ночью 15 августа 1919 года красный 269-й Богоявленско-Архангельский полк, наступавший в авангарде, подошел к д. Обабково. Здесь отход белой армии прикрывал 5-й Сибирский казачий полк под командованием войскового старшины П. И. Путинцева. Белые безуспешно атаковали. Подошедший красный эскадрон стал преследовать отходящих казаков, которые отступили на д. Шмаково, где находились главные силы белого арьергарда — 1-й батальон 15-го Курганского полка с артиллерийским взводом и 4-й Сибирский казачий полк. 16 августа 1919 года, красный 269-й Богоявленско-Архангельский полк начал наступать на левый фланг обороняющегося здесь белого батальона 15-го Курганского полка. 269-й полк занял д. Шмаково, потеряв 1 красноармейца убитым и взяв 8 пленных с винтовками. Но бой на этом не закончился. Белый офицер, поднял своих стрелков-курганцев в контратаку. Им вновь удалось выбить красноармейцев и занять д. Шмаково, но вскоре пришел приказ отходить. Оставив д. Шмаково, белые отступили на позиции западнее с. Белозерского, прикрывая переправу через Тобол. Вечером того же дня, 269-й Богоявленско-Архангельский полк без боя занял д. Шмаково.
Постановлением Председателя Уралоблиспокома от 31 декабря 1925 года в результате разукрупнения Мендерского сельсовета был образован Шмаковский сельсовет.
5 июня 1964 года Указом Президиума ВС РСФСР село Шмаково переименовано в Полевое.
29 июня 1964 года Шмаковский сельсовет переименован в Полевской сельсовет.
12 июля 1966 года Полевской Совет из д. Полевое был переведён в здание конторы совхоза «Белозерский» в с. Светлый Дол.
Решением Курганского облисполкома № 489 от 14 декабря 1971 года с. Полевое перечислено из Полевского сельсовета в состав Нижнетобольного сельсовета, Полевской сельсовет переименован в Светлодольский сельсовет.

## Население
| 1763 | 1782 | 1795 | 1816 | 1834 | 1850 | 1858 |
| ---- | ---- | ---- | ---- | ---- | ---- | ---- |
| 151  | ↘140 | ↗174 | ↗274 | ↗326 | ↗408 | ↗469 |
| 1869 | 1893 | 1912 | 1926 | 1989 | 2002 | 2010 |
| ↗496 | ↗587 | ↗766 | ↘688 | ↘160 | ↘135 | ↘112 |

Национальный состав
- По переписи населения 2002 года проживало 135 человек, из них русские — 98 %.
- По переписи населения 1926 года проживало 688 человек, все русские.